# 愛宕スポーツコンプレックス野球場
愛宕スポーツコンプレックス野球場（あたごスポーツコンプレックス野球場）は、山口県岩国市の愛宕山地区に建設された「愛宕山スポーツコンプレックス」内にある野球場。愛称は絆スタジアム（キズナスタジアム、英: Kizuna Baseball Stadium）。

## 概要
愛宕スポーツコンプレックスは、市内にある岩国飛行場（アメリカ海兵隊岩国基地）の沖合拡張に合わせて愛宕山地区に整備される米軍住宅地エリアの一角に、空母艦載機部隊の移転に伴う施設整備として建設された総合運動施設で、愛宕山地区の整備を行った防衛省（中国四国防衛局）が事業主体となって建設された。日米安保条約第6条および日米地位協定第2条第4項 (a) 並びに日米地位協定の実施に伴う国有の財産の管理に関する法律に基づき、在日米軍と日本国（岩国市）が共同使用できる施設として運用され、日本側では都市公園法及び関係条例に基づく都市公園として岩国市が運用・管理する。
維持管理費は、当野球場を含む運動施設エリア全体で年2億円程度と見込まれ、岩国市と米軍で約1億円ずつ負担する。市は施設利用料と国からの交付金を充て、一般財源はゼロを目指す。米軍管轄権の及ぶエリアであるが、エリア内に米軍の憲兵隊事務所がなく、米軍憲兵隊によるパトロールの予定もないため、「米軍が警備している米軍使用施設・区域での逮捕は米軍の同意が必要」と定める日米地位協定に伴う刑事特別法（刑特法）10条が適用されず、米軍人や軍属が事件を起こした場合は日本の警察官（岩国警察署署員）はアメリカ側の同意がなくても逮捕できるという。なお、日米友好親善を目的に整備されたこともあり、キズナスタジアムを含む愛宕スポーツコンプレックス内での政治的活動が禁じられている。
スタジアムは総事業費約60億円。施設整備に当たっては岩国市の要望を取り入れられており、高校野球の予選が実施できる規模が確保されている。野球場以外にはソフトボール用のグラウンド2面が整備されている。

## 歴史
- 2017年11月4日：完成（同日のオープン記念式典では日米の高校生による日米友好親善野球大会を実施）
- 2018年2月1日 - 2月3日：広島東洋カープ二軍が春季キャンプとして使用
- 2018年4月21日：初のプロ公式戦として、ウエスタン・リーグの広島東洋カープvs阪神タイガースを開催[5]
- 2022年5月21日・5月22日：ファーム交流戦として巨人対広島が開催された。本来岩国市はカープ2軍の本拠地（広島東洋カープ由宇練習場野球場が主会場）であるが、この試合はその岩国市で巨人軍が主管（主催:読売新聞西部本社・日本テレビ放送網・岩国市、共催:岩国市体育協会・山口放送、特別協賛:西京銀行）という、通常とはホームとビジター（アウェー）を入れ替える逆パターンで行われた[6]
- 2023年8月4日：日米対抗ソフトボール2023の第1戦を開催

## 球場概要
- 所在地：山口県岩国市愛宕町二丁目地内
  - 両翼：100m
  - 中堅：122m
- 内野：クレー舗装
- 外野：天然芝
- 収容人数：8000人
  - 内野席：5000人
    - バックネット裏スタンド：2000人
    - 1・3塁側内野スタンド：3000人

  - 外野席：3000人

## アクセス
- JR山陽本線 岩国駅・南岩国駅からいわくにバス「岩国医療センター」下車、徒歩約5分（500m）
- JR山陽本線 南岩国駅から徒歩約20分（1.5km）